# Apparizione (film)
Apparizione è un film del 1943 diretto da Jean de Limur.

## Trama
Amedeo Nazzari, uno dei più famosi divi del cinema del momento, per un guasto alla sua macchina è costretto a fermarsi presso un albergo della provincia, circondato subito dagli ammiratori.
Andreina, nipote della proprietaria dell'hotel, riesce a farsi fotografare insieme all'attore, con l'abito da sposa.
Questo provoca l'irritazione e la gelosia del fidanzato Franco che rimprovera la ragazza, la quale, indispettita, chiede a Nazzari di portarla via con lui.
L'attore finge di acconsentire alla richiesta, ma soltanto per dare una lezione alla ragazza, che, durante la fuga, si accorgerà ben presto dell'errore e ritornerà dal fidanzato.

## La critica
Raul Radice, nel Corriere della Sera del 5 febbraio 1944: «Apparizione è una novelletta piacevole alla quale tuttavia mancano unità di ispirazione e sicurezza di accento, la regia è incerta e oscilla tra inquadrature e paesaggi di gusto tipicamente francese ed altri che si sfanno nella pochezza del luogo comune. hanno insomma nociuto alla condotta del film le opposte tendenze di Giuseppe Amato e di Jean de Limur...».

## Produzione
Prodotto dalla CINES in collaborazione con la S.A.F.I.C. di Camillo Giannuzzi Ravelli, fu l'ultima pellicola a essere girata a Cinecittà prima dell'8 settembre.

## Visto censura
Visto nº 32045 del 18 ottobre 1943.